# اکگدیک
اکگدیک (به لاتین: Akgedik) یک منطقهٔ مسکونی در ترکیه است که در استان مرسین واقع شده‌است.

## خصوصیات
اکگدیک ۱٬۰۶۵ نفر جمعیت دارد و ۷۰ متر بالاتر از سطح دریا واقع شده‌است.